# معما (فیلم ۲۰۰۱)
معما (به انگلیسی: Enigma) فیلمی به کارگردانی مایکل اپتد، محصول سال ۲۰۰۱ کشور آمریکا و بریتانیا است؛ که ابتدا در تاریخ ۲۲ ژانویه ۲۰۰۱ در جشنواره فیلم ساندنس به اکران درآمد. فیلم براساس رمان «معما» از رابرت هریس، رمان‌نویس انگلیسی، ساخته شده است؛ که داستان آن دربارهٔ ماشین رمزگشایی انیگمای بلتچلی پارک در جنگ جهانی دوم است. موسیقی متن این فیلم، آخرین ساخته جان بری، آهنگساز فیلم و رهبر ارکستر بریتانیایی است. دوگری اسکات، کیت وینسلت، جرمی نورثام، سافرون باروز و تام هالندر بازیگران این فیلم هستند.
اگرچه داستان تا حد زیادی خیالی است، فرایند رمزگذاری پیام‌های آلمانی در جریان جنگ جهانی دوم و رمزگشایی آن‌ها با استفاده از دستگاه انیگما با جزئیات مورد بحث قرار گرفته و رویداد تاریخی کشتار کاتین نیز برجسته شده‌است. این آخرین فیلمی بود که جان بری برای آن موسیقی ساخت. میک جَگر نیز در پس‌زمینه، در نقش افسر نیروی هوایی سلطنتی بریتانیا، بین زمان ۳۶:۳۲ تا ۳۶:۳۴ ظاهر می‌شود.

## داستان
داستان، که به‌صورت آزادانه بر اساس رویدادهای واقعی ساخته شده، در مارس ۱۹۴۳ و در اوج جنگ جهانی دوم رخ می‌دهد. در بلچلی پارک، واقع در باکینگهام‌شر، رمزگشایان با مشکلی روبه‌رو هستند: زیردریایی‌های آلمان نازی یکی از کتاب‌های مرجع رمز خود را که برای دستگاه انیگما به کار می‌برند، تغییر داده‌اند و این باعث توقف جریان حیاتی اطلاعات سیگنالی دریایی شده‌است. رمزگشایان بریتانیایی پیش‌تر توانسته بودند رمز "کوسه" را بشکنند و اکنون باید دوباره این کار را انجام دهند تا بتوانند موقعیت زیردریایی‌ها را ردیابی کنند.
فیلم با بازگشت تام جریکو به بلچلی آغاز می‌شود. او یک ماه را در حال بهبودی از یک فروپاشی عصبی گذرانده که ناشی از شکست در رابطه عاشقانه‌اش با همکارش، کلر رومیلی، بوده است. جریکو بلافاصله به دنبال دیدار دوباره با اوست، اما درمی‌یابد که کلر چند روز پیش به‌طرز مشکوکی ناپدید شده است. او از هم‌خانهٔ کلر، هستر والاس، کمک می‌گیرد تا سرنخ‌ها را دنبال کند و بفهمد چه بر سر کلر آمده است.
آقای جریکو و دوشیزه والاس، همان‌گونه که به‌طور رسمی همدیگر را خطاب می‌کنند، برای رمزگشایی پیام‌های شنودشده‌ای که کلر دزدیده بوده و کشف دلیل این کار او، همکاری می‌کنند. جریکو از سوی مأمور ام‌آی۵، ویگرام، زیر نظر است؛ کسی که در طول فیلم با او بازی موش و گربه دارد. در همین حین، زیردریایی‌های آلمانی در حال نزدیک شدن به کاروانی از ۳۷ کشتی از آمریکا هستند و رمزگشایان کمتر از چهار روز فرصت دارند تا راهی برای خواندن رمز جدید «کوسه» پیدا کنند.
اما شخص دیگری در بلچلی هم نسبت به پیام‌های سرقت‌شده علاقه‌ای شخصی دارد و ممکن است در ناپدید شدن کلر نقش داشته باشد.